# Amerikanischer Stelzenläufer
Der Amerikanische Stelzenläufer (Himantopus mexicanus), auch Schwarznacken-Stelzenläufer genannt, ist eine Art aus der Familie der Säbelschnäbler. Die taxonomischer Einordnung als eigenständige Art ist nicht unumstritten. Von einigen Autoren wird die Art auch als Unterart des Stelzenläufers (Himantopus himantopus) eingeordnet.

## Erscheinungsbild
Der Amerikanische Stelzenläufer erreicht eine Körperlänge von 36 Zentimeter. Die Flügelspannweite beträgt 66 Zentimeter. Es besteht kein auffälliger Sexualdimorphismus, Männchen sind aber tendenziell etwas größer als die Weibchen.
Grundsätzlich ähnelt der Amerikanische Stelzenläufer dem in Eurasien verbreiteten Stelzenläufer. Wie dieser ist er ein großer, langhalsiger und auf den menschlichen Betrachter elegant wirkender Watvogel. Der lange Schnabel ist sehr dünn und gerade. Der Oberkopf und der Hinterhals sind schwarz. Über dem Auge findet sich ein großer, leicht halbmondförmiger weißer Fleck. Die Stirn und die Körperunterseite sind weiß. Die Beine sind sehr lang und rot.
Bei Jungvögeln sind der Oberkopf und der Hinternacken gleichfalls schwarz, die Körperoberseite und die Flügeldecken sind schwarzgrau, die Schwungfedern haben eine helle Spitze, wodurch ein heller Hinterrand auf den Flügeln entsteht. Männliche Jungvögel haben einen grünlichen Schimmer auf den Flügeldecken. Die Beine und die Füße sind blass graurosa.

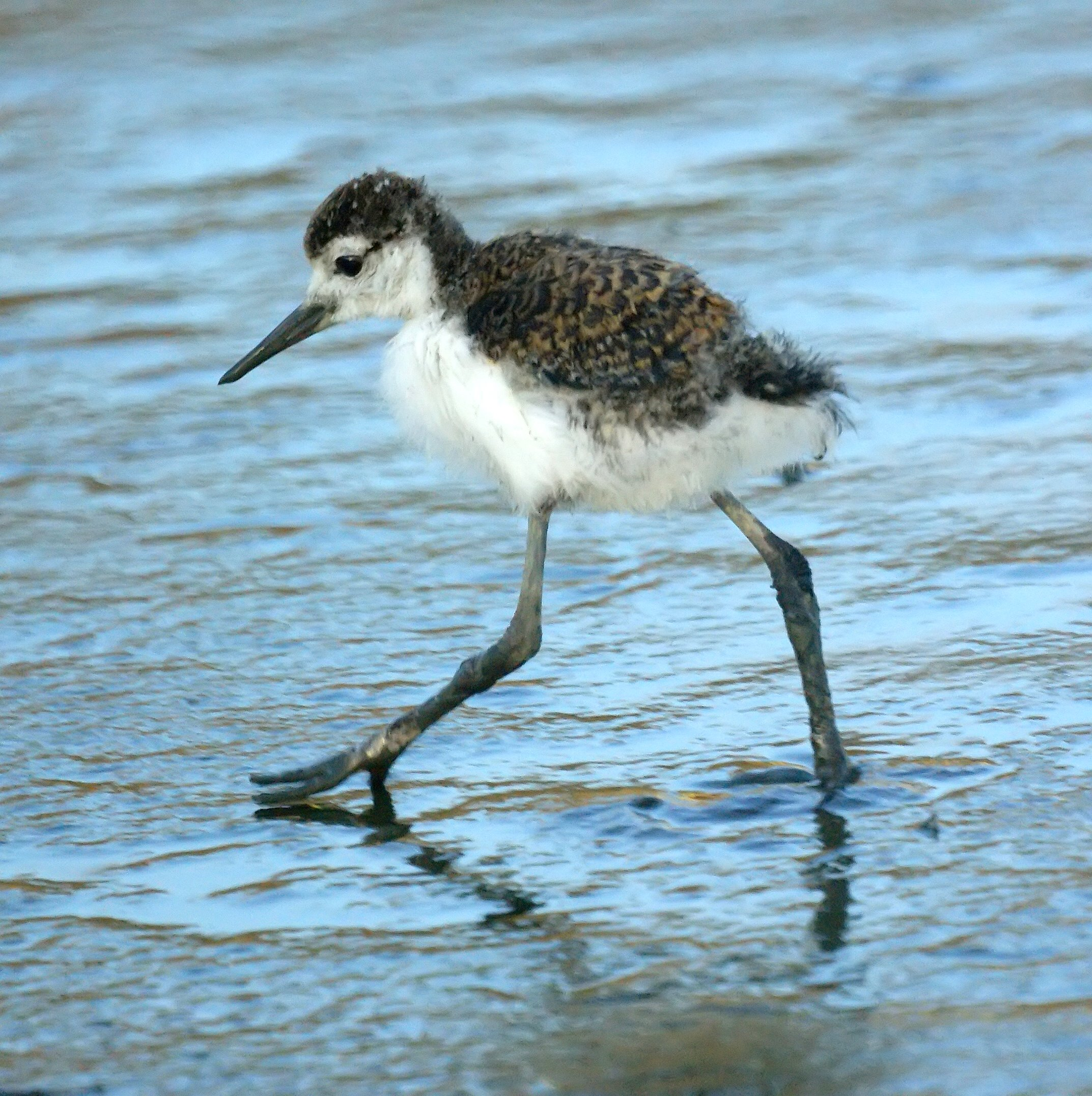
Jungvogel des Amerikanischen Stelzenläufers
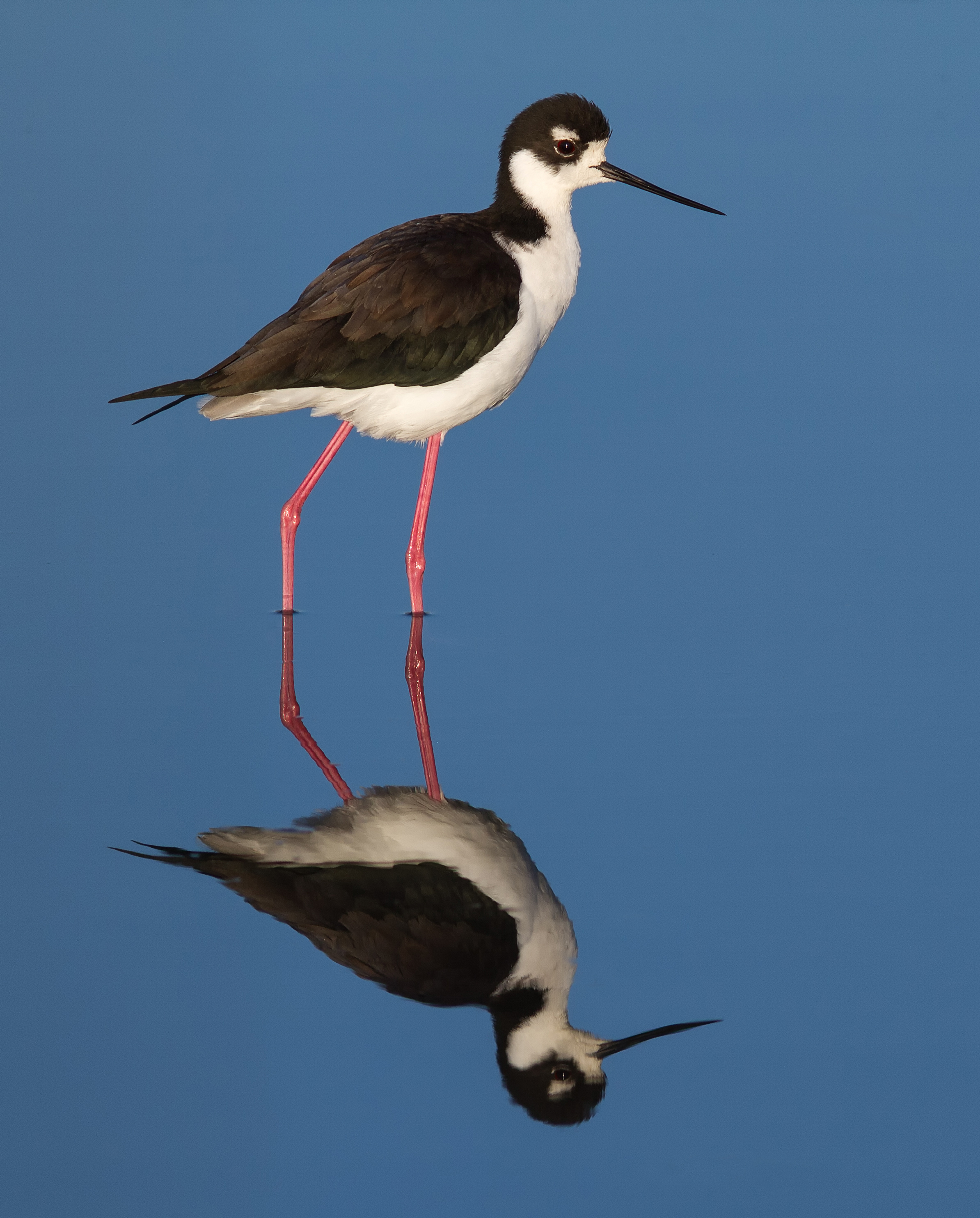
Amerikanischer Stelzenläufer bei Corte Madera, Kalifornien
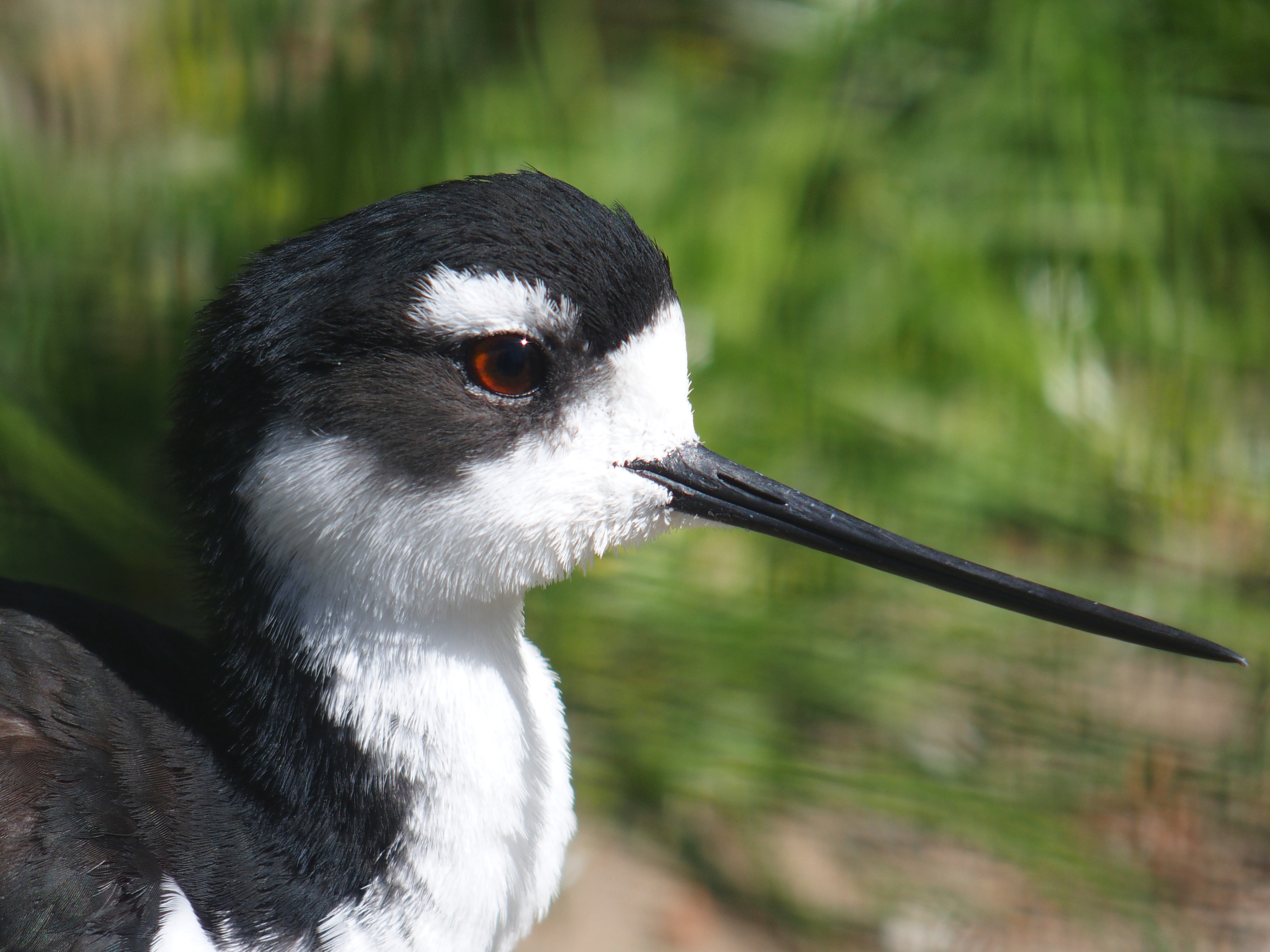
Kopfstudie eines Amerikanischen Stelzenläufers im Zoo Berlin

## Verbreitungsgebiet
Der Amerikanische Stelzenläufer kommt in den Küstengebieten Kaliforniens, dem größten Teil des Binnenlands der südwestlichen Vereinigten Staaten, entlang der Küste des Golfs von Mexiko, in Florida, Zentralamerika, der Karibik und in Südamerika bis in den Nordwesten Brasiliens, den Südwesten Perus und den Osten Ecuadors vor. Er gehört außerdem zum Brutvogelbestand der Galapagosinseln.
Die weiter im Norden lebenden Populationen des Amerikanischen Stelzenläufers sind Zugvögel, die im Süden der Vereinigten Staaten und im Süden Mexikos überwintern. In Niederkalifornien hält sich der Amerikanische Stelzenläufer sogar ausschließlich im Winterhalbjahr auf.

## Lebensweise
Der Amerikanische Stelzenläufer frisst eine große Bandbreite wasserlebender Wirbellose sowie Muscheln und geringerem Maße auch kleine Fische und Kaulquappen sowie ausnahmsweise auch Pflanzensamen. Für die Nahrungsaufnahme nutzt er Wattflächen, Salzseen und selbst überflutete Felder.
Die Nester befinden sich gewöhnlich nicht mehr als einen Kilometer von den Nahrungsgebieten entfernt. Amerikanische Stelzenläufer brüten in lockeren Kolonien, die Nester liegen in der Regel etwa zwanzig Meter auseinander. Einzeln brütende Paare sind selten. Das Gelege umfasst gewöhnlich vier Eier. Die Brutzeit beträgt 22 bis 26 Tage und beide Elternvögel sind an der Brut beteiligt. Die Küken sind Nestflüchter. Sie sind im Alter von etwa einem Monat flügge. Sie brüten erstmals im Alter von einem bis zwei Jahren.

## Belege

### Einzelbelege
1. ↑  Chandler, S. 74
2. ↑  Chandler, S. 74